# Ordre de bataille de la bataille d'Helena
Ces unités de l'armée de l'Union et celle de la Confédération et leurs commandants ont combattu lors de la bataille d'Helena pendant la guerre de Sécession le 4 juillet 1863.

## Abréviations utilisées

### Grande militaire
- MG = Major général
- BG = Brigadier général
- Col = Colonel
- Ltc = Lieutenant-colonel
- Maj = Commandant
- Cpt = Capitaine

### Autre
- (b) = blessé
- mb = mortellement blessé
- † = tué

## Union

### District de l'Arkansas oriental
MG Benjamin M. Prentiss
| Division                                            | Brigade                                                       | Régiments et autres |
| --------------------------------------------------- | ------------------------------------------------------------- | --- |
| District de l'Arkansas oriental                     | Brigade de cavalerie †-5, (b)-18, M-1 = 24 Col Powell Clayton | - 1st Indiana Cavalry et Battery - Ltc Thomas Pace - 5th Kansas Cavalry - Ltc Wilton A. Jenkins                                                         |
| District de l'Arkansas oriental                     | Artillerie †-0, (b)-1, M-0 = 1                                | - 3rd Battery, Iowa Artillery - Lt Melvin Wright - Battery "K", 1st Missouri Artillery - Lt John O'Connell                                              |
| District de l'Arkansas oriental                     | Non rattaché †-0, (b)-0, M-0 = 0                              | - 2nd Arkansas Colored Infantry - Maj George W. Burchard                                                                                                |
| Première division (XIII Corps) BG Frederick Salomon | Première brigade †-9, (b)-28, M-5 = 42 Col William E. McLean  | - 43rd Indiana - Ltc John C. Major - 35th Missouri - Ltc Horace Fitch - 28th Wisconsin - Ltc Edmund B. Gray                                             |
| Première division (XIII Corps) BG Frederick Salomon | Deuxième brigade †-43, (b)-99, M-30 = 172 Col Samuel A. Rice  | - 29th Iowa - Col Thomas Hart Benton II - 33rd Iowa - Ltc Cyrus H. Mackey - 36th Iowa - Col Charles W. Kittredge - 33rd Missouri - Ltc William H. Heath |

## Confédération

### District de l'Arkansas
LTG Theophilus H. Holmes
| Division                                   | Brigade                                                          | Régiments et autres |
| ------------------------------------------ | ---------------------------------------------------------------- | --- |
| Division de Price MG Sterling Price        | Première brigade †-46, (b)-168, M-133 = 347 BG Dandridge McRae   | - 32nd Arkansas Infantry Regiment - Col Lucien C. Gause - 36th Arkansas Infantry Regiment - Col John E. Glenn - 39th (30th) Arkansas Infantry Regiment - Col Robert A. Hart (b) - Arkansas Artillery Battery - Cpt John G. Marshall |
| Division de Price MG Sterling Price        | Deuxième brigade †-47, (b)W-115, M-273 = 435 BG James F. Fagan   | - Hawthorn's Arkansas Infantry Regiment - Col A. T. Hawthorn - 34th Arkansas Infantry Regiment - Col William H. Brooks - 35th Arkansas Infantry Regiment - Col James P. King - 37th Arkansas Infantry Regiment - Col Samuel S. Bell (b) & (c) - Denson's Cavalry - Cpt William B. Denson - Arkansas Battery - Cpt William D. Blocker                                 |
| Division de Price MG Sterling Price        | Quatrième brigade †-59, (b)-326, M-368 = 753 BG Mosby M. Parsons | - 7th Missouri Infantry Regiment - Col Levin M. Lewis - 8th Missouri Infantry Regiment - Col Simon P. Burns - 9th Missouri Infantry Regiment - Col James D. White - 10th Missouri Infantry Regiment - Col Alexander C. Pickett - 1st Battalion, Missouri Sharpshooters - Maj Lebbeus A. Pindall - 3rd Field Battery Missouri Light Artillery - Cpt Charles B. Tilden |
| Division de Marmaduke BG John S. Marmaduke | Première brigade †-8, (b)-37, M-10 = 55 BG Joseph O. Shelby      | - 5th Missouri Cavalry Regiment - Ltc B. Frank Gordon - 6th Missouri Cavalry Regiment - Col Gideon W. Thompson - Jeans' Cavalry - Col Beal G. Jeans - 1st Missouri Cavalry Battalion - Maj Benjamin Elliott - Bledsoe's Missouri Battery - Cpt Joseph Bledsoe |
| Division de Marmaduke BG John S. Marmaduke | Deuxième brigade †-5, (b)-7, M-0 = 12 Col Colton Greene          | - 3rd Missouri Cavalry Regiment - Ltc Leonidas C. Campbell - 8th Missouri Cavalry Regiment - Col William L. Jeffers - Young's Cavalry Battalion - Ltc Merritt L. Young - Bell's Missouri Battery - Cpt Charlie O. Bell |
| Division de Walker BG Lucius M. Walker     | †-4, (b)-8, M-0 = 12                                             | - 5th Arkansas Cavalry Regiment - Col Robert C. Newton - 1st Arkansas Cavalry Regiment- Col Archibald S. Dobbins |